# Gadirtha impingens
Gadirtha impingens är en fjärilsart som beskrevs av Walker 1857. Gadirtha impingens ingår i släktet Gadirtha och familjen trågspinnare. Inga underarter finns listade i Catalogue of Life.